# Bloedbad van Huitzilac
Het Bloedbad van Huitzilac was een incident op 3 oktober 1927 waarbij de Mexicaanse politicus generaal Francisco R. Serrano en dertien van zijn aanhangers door militairen werden vermoord.
Serrano had voor de Nationale Antiherverkiezingspartij (PNA) zich kandidaat gesteld voor de presidentsverkiezingen van 1928, zeer tegen de zin van zijn voormalige vriend generaal Álvaro Obregón. Obregón was van 1920 tot 1924 al president van Mexico geweest en had zich opnieuw kandidaat gesteld, iets waarvoor een grondwetswijziging moest worden ingevoerd die herverkiezing mogelijk maakte. Obregón had de steun van uitgaand president Plutarco Elías Calles. Serrano reisde voor zijn verkiezingscampagne het hele land door. Hij beschuldigde Obregón regelmatig van machtsmisbruik en corruptie, en gaf aan indien nodig Obregón voor de rechter te willen slepen.
Op 2 oktober werden Serrano en veertien van zijn aanhangers in de stad Cuernavaca in de staat Morelos ten zuiden van Mexico-Stad gearresteerd door generaal Baltasar García Alcántara, officieel omdat zij een opstand tegen Calles en Obregón zouden beramen. Zij werden voor de nacht vastgehouden in een kazerne in Cuernavaca, maar mochten hun wapens houden en werden niet in de handboeien geslagen. De volgende dag zouden zij naar Mexico-Stad worden vervoerd. Halverwege, bij Huitzilac, kwamen zij generaal Claudio Fox tegen, die de gevangenen van García Alcántara overnam. Hij ontwapende hen en beloofde hen naar Mexico-Stad over te brengen.
Wat daarna gebeurde is niet met zekerheid bekend. De lijken werden de volgende dag aangetroffen. Zij waren allen doodgeschoten, en meerderen, waaronder Serrano, vertoonden in het gezicht slagwonden. Francisco J. Santamaría had als enige weten te ontkomen en vluchtte later naar de Verenigde Staten.
De slachtoffers waren:
- Octavio Almada
- José Villa Arce
- Carlos V. Araiza
- Alonso Capetillo
- Otilio González
- Antonio Jáuregui
- Rafael Martínez de Escobar
- Enrique Monteverde
- Ernesto Noriega Méndez
- Augusto Peña
- Daniel Peralta
- Miguel A. Peralta
- Francisco R. Serrano
- Carlos A. Vidal

De precieze omstandigheden zijn nooit helemaal opgehelderd, hoewel het wel waarschijnlijk is dat Obregón opdracht heeft gegeven Serrano en de zijnen om te brengen. Een secretaris verklaarde later dat Calles een bevel had uitgevaardigd waarin stond dat Serrano en zijn aanhangers gepakt moesten worden, en dat Obregón daar later het woord 'dood' aan toevoegde.
Het bloedbad is grotendeels doodgezwegen in Mexico. Er is nooit een onderzoek geweest naar de moorden en archiefstukken met betrekking tot Huitzilac zijn nog steeds niet vrijgegeven door het leger. In de tijd direct volgend op de moord werden antireëlectionistische afgevaardigden uit het Congres van de Unie afgezet.
Het boek In de schaduw van de leider (La sombra del caudillo) van Martín Luis Guzmán is op de gebeurtenissen in Huitzilac gebaseerd. Het boek is verfilmd in 1960.